# Škoda 1100 OHC
Škoda 1100 OHC (тип 968) — двомісний спортивний автомобіль на базі Škoda 1101 Tudor, що позиціонувався як наступник Škoda Sport. З'явився у 1957 році та комплектувався пластмасовим або алюмінієвим кузовом.
Чотирициліндровий двигун з водяним охолодженням мав два розподільчих вали у головці блоку циліндрів, робочий об'єм 1089 см3 та потужність у 67,6 кВт (92 к. с.). Завдяки масі всього у 550 кг автомобіль розвивав 190 км/год. Конструкція кузова була напівнесучою, з додатковою трубчастою рамою. Було виконано всього 5 автомобілів, 3 спайдери з пластмасовим кузовом, і два купе з алюмінієвим.

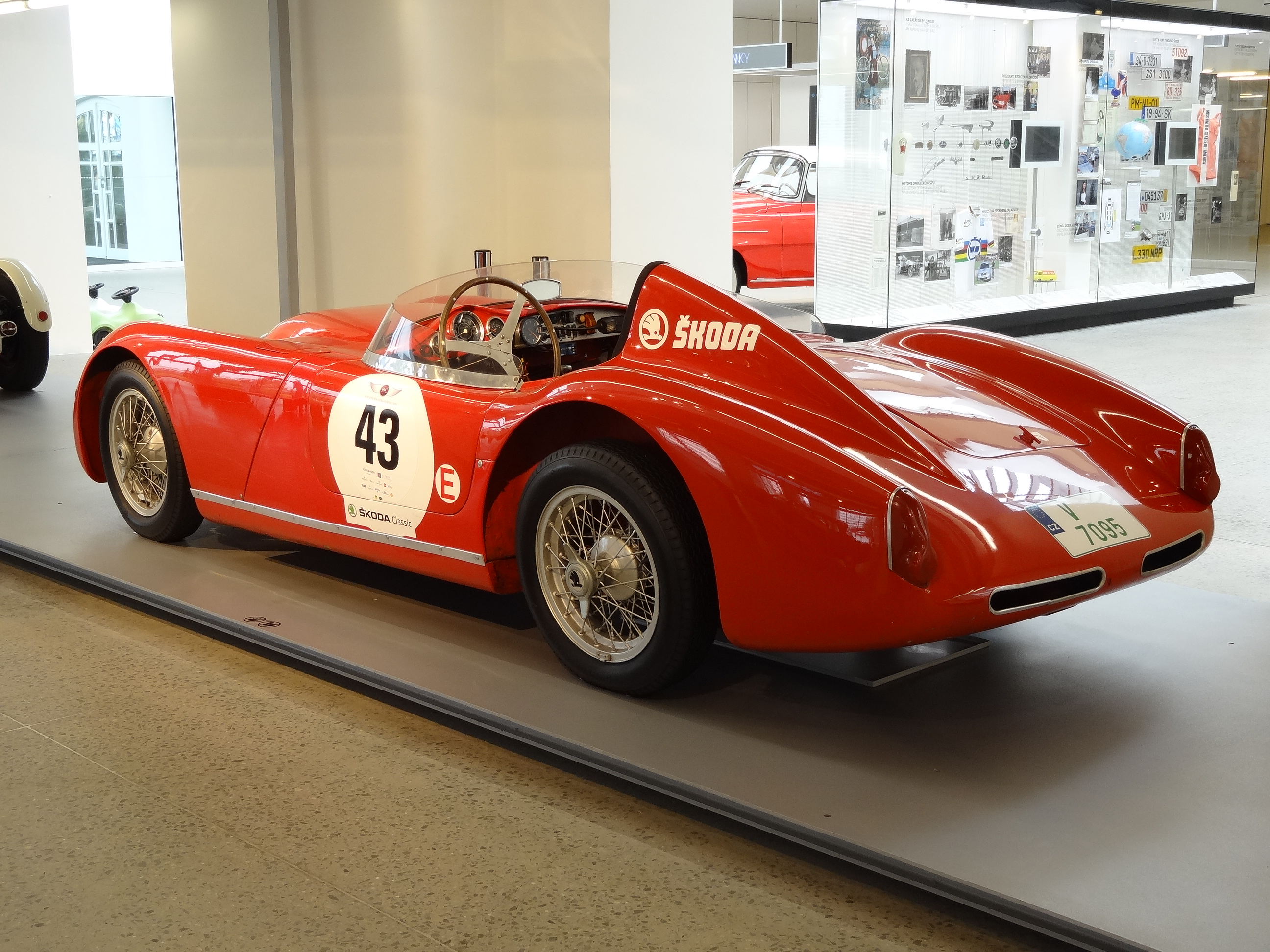
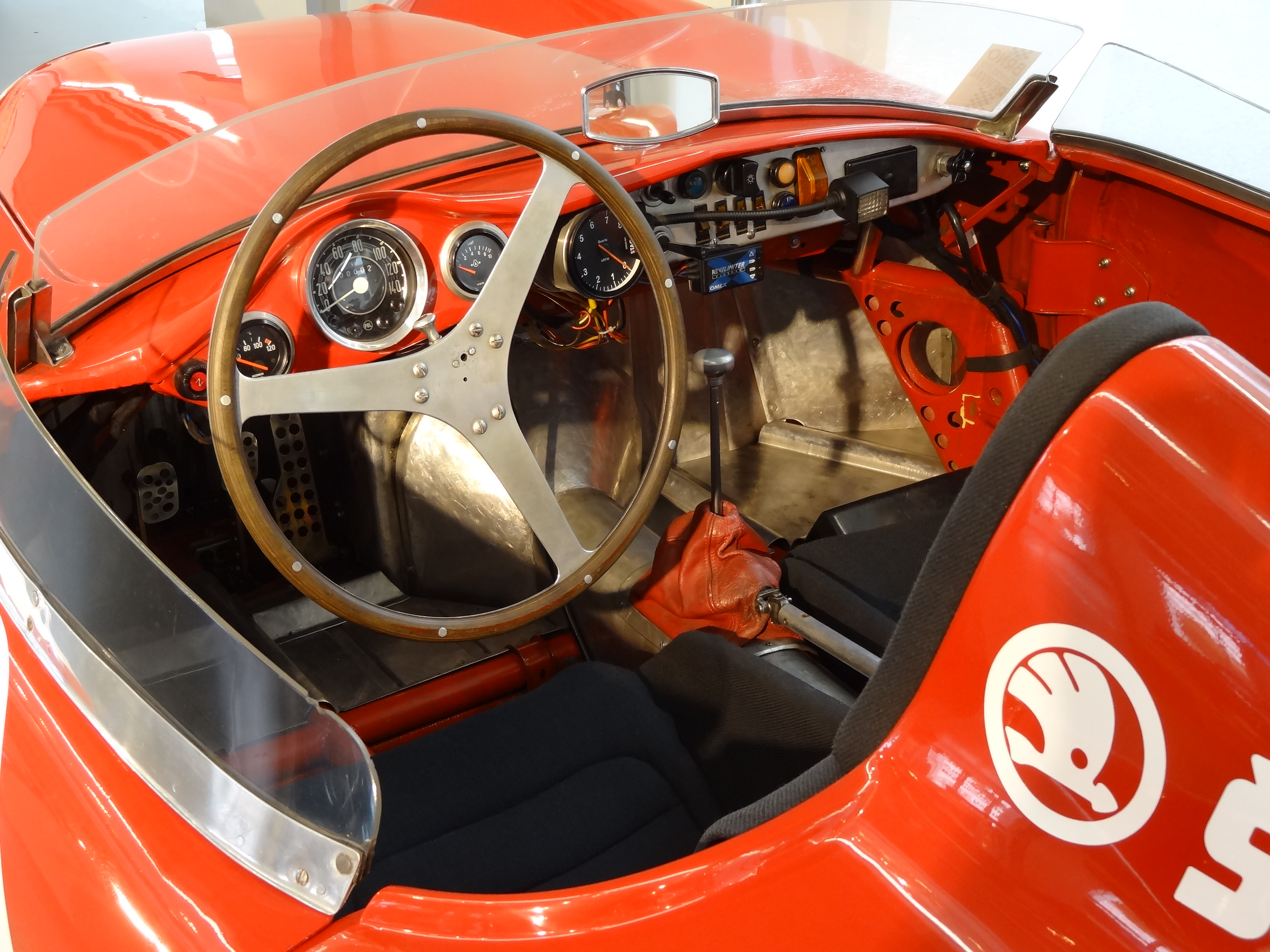
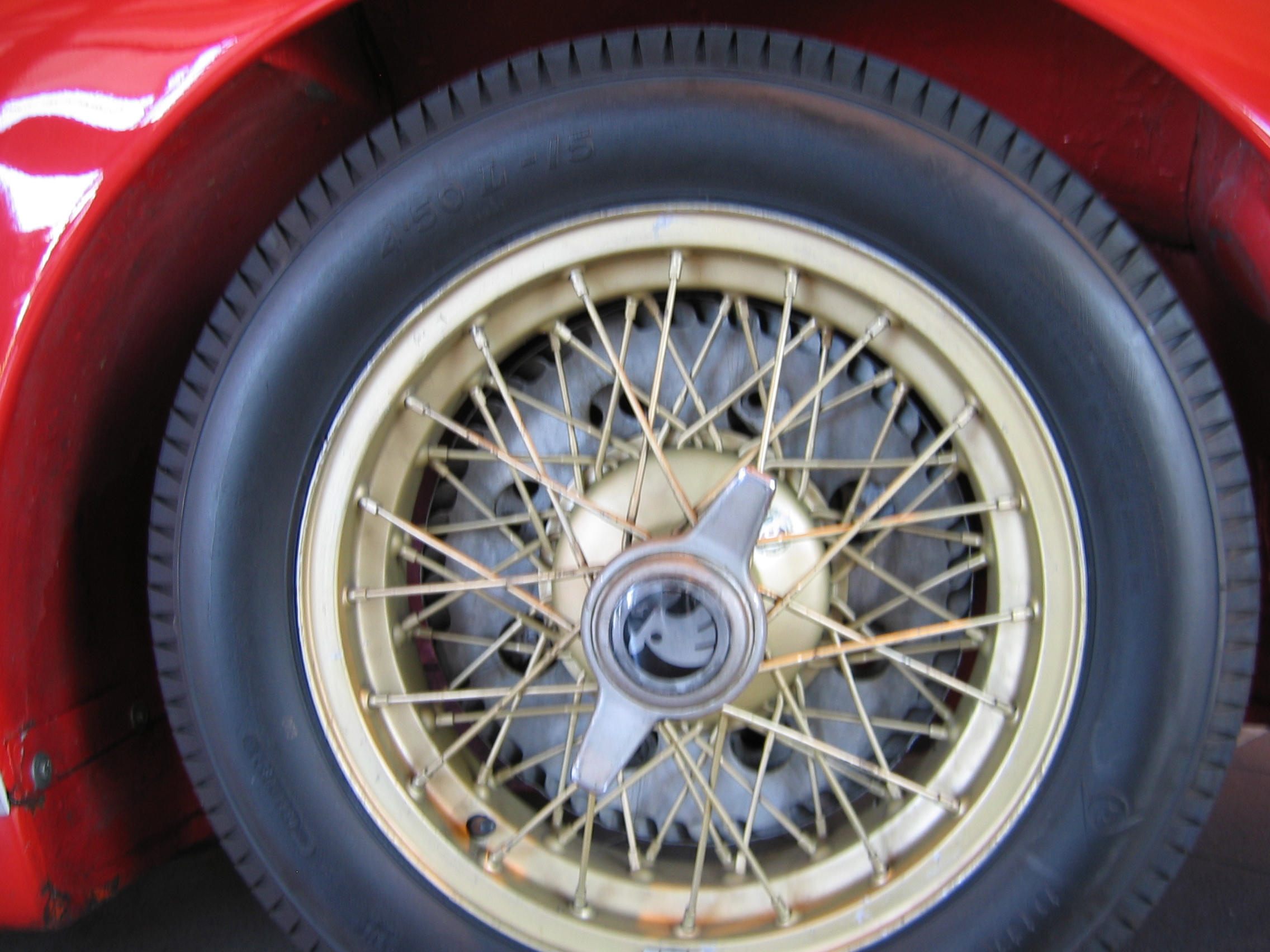
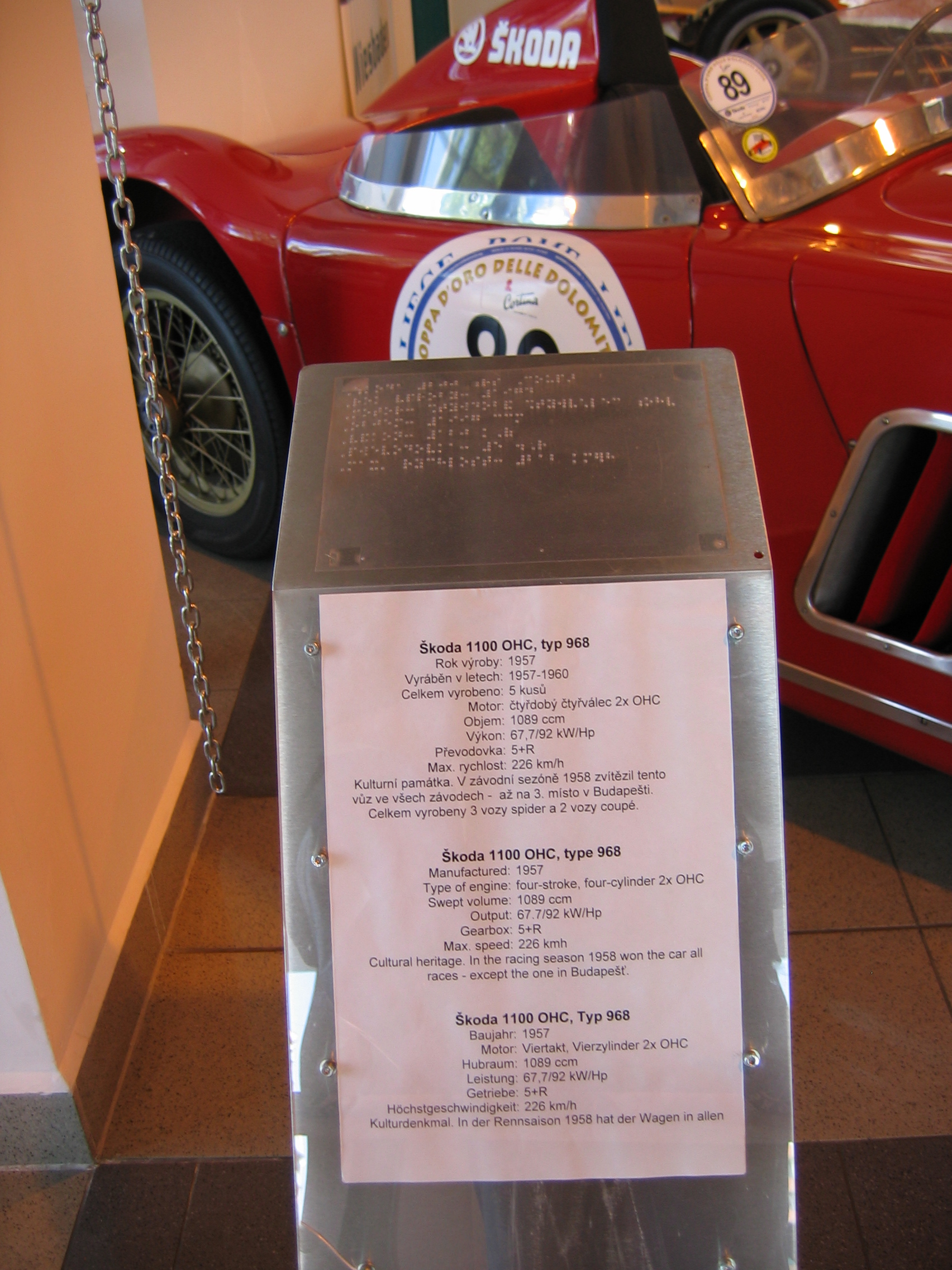